# ضمیمه‌های امنیتی سامانه نام دامنه
ضمیمه‌های امنیتی سامانه نام دامنه (به انگلیسی: Domain Name System Security Extensions) (به اختصار DNSSEC) یک مجموعه از مشخصه‌های نیروی ضربت مهندسی اینترنت (به انگلیسی: Internet Engineering Task Force) (به اختصار IETF) برای تأمین امنیت برخی از انواع اطلاعات آماده شده به وسیلهٔ سامانه نام دامنه، بطوریکه که در پروتکل اینترنت (به انگلیسی: Internet Protocol) (به اختصار IP) شبکه‌ها استفاده می‌شود است.
هدف اصلی  ضمیمه‌های امنیتی سامانه نام دامنه شناسایی داده‌های مخدوش و یا داده‌های جعلی در بستر سامانه نام دامنه می‌باشد.

## سامانه نام دامنه
سامانه نام دامنه یک پایگاه داده سلسله‌مراتبی است که امکان ترجمه یک نام دامنه  (مثلا به یک نشانی آی‌پی) را فراهم می‌آورد. فضای نام سامانه نام دامنه در ساختاری سلسله مراتبی به حوزه‌های (به انگلیسی: zone) مختلف تقسیم شده است. در راس این هرم حوزه ریشه  (به انگلیسی: root zone) و زیر آن دامنه‌های سطح بالا (مثلا .com) قرار داردند. هر حوزه فضای نام خود را تحت کنترل دارد و می‌تواند بخشی از آن را به دیگری منتقل کند: به طور مثال اگر شخصی دامنه example.com را خریداری کند کنترل حوزه آن تماماً در اختیار خریدار قرار می‌گیرد.
برای ترجمه یک نام دامنه تمامی همکاری تمام حوزه‌های مرتبط لازم است. به طور مثال برای ترجمه دامنه example.com ابتدا باید با حوزه ریشه تماس گرفت. این حوزه سپس به حوزه بعدی مسئول، .com، ارجاع می‌دهد که آن نیز سرانجام به حوزه مطلوب (example.com) اشاره می‌کند. ترجمه نهایی توسط این حوزه صورت می‌گیرد.
کاربران (و یا رایانه ایشان) این پرس‌وجوی تکراری را معمولا خود انجام نمی‌دهد و از یک «سرویس‌دهنده محلی» (مثلا ارائه شده توسط رساننده خدمات اینترنتی) استفاده می‌کند. سرویس‌دهنده مراحل پرس‌وجو را انجام و فقط نتایج ترجمه را در اختیار کاربر قرار می‌دهد.
پروتکل دی‌ان‌اس سازوکاری برای جلوگیری از دستکاری اطلاعات و یا شناسایی آن تعبیه نکرده است. به این دلیل اگر شخص ثالثی اطلاعات را در حین انتقال مخدوش کند یا تغییر دهد، شناسایی آن توسط کاربر غیر ممکن است.

## کاربرد
ضمیمه‌های امنیتی سامانه نام دامنه با ۳ هدف اصلی طراحی و تعریف شده است:
1. امکان اصالت‌سنجی مبدا داده‌ها
2. تامین یکپارچگی داده‌ها
3. امکان بررسی تایید شده فقدان نام و یا داده (در یک حوزه)

به طور خلاصه این ضمیمه‌های امنیتی به کاربر امکان شناسایی داده‌های مخدوش و یا داده‌هایی با مبدایی غیر از حوزه مربوط (مثلا در پی حمله مرد میانی) می‌دهند. استفاده از پروتکل ضمیمه‌های امنیتی سامانه نام دامنه به جای روش قدیمی و معمول استفاده از سامانه نام دامنه می‌تواند پاسخ مناسبی برای چنین مشکلاتی بوده و موجب جلوگیری از دریافت اطلاعات از منابع اشتباه در اینترنت شده و به طبع مانع از بروز سوء استفاده‌های احتمالی نفوذگرها شود.
این پروتکل درستی یک محتوا را در زمان انجام پرسش و پاسخ‌های زنجیره‌ای تضمین نمی‌کند، بلکه فقط می‌تواند درستی هویت منتشرکننده آن محتوا را مورد بررسی قرار دهد. بدین ترتیب هر سرویس دهنده سامانه نام دامنه می‌تواند مطمئن شود کسی که پاسخ پرسشی را می‌دهد همان است که باید باشد نه یک سرویس دهنده اشتباه. به عبارتی اگر بر اثر اشتباه انسانی و سهوی اطلاعاتی اشتباه دربارهٔ نام یک وب سایت در اینترنت پخش شود، این پروتکل قادر به تشخیص این اشتباه نیست، بلکه فقط می‌تواند هویت منتشرکننده محتوا آن را تأیید کند که آیا این همان منتشرکننده‌ای است که باید انتظار شنیدن پاسخ از آن را داشت یا خیر.

## تاثیر گذاری در سئو
DNSSEC می تواند به بهبود رتبه سئو وب سایت کمک کند ، به دلیل استفاده از این پروتکل ، امکان افزایش اعتماد و تأیید هویت دامنه بیشتر می شود .
بعضی از موتور های جست و جو گر همانند گوگل استفاده از DNSSEC را به عنوان یک عامل مثبت در رتبه بندی وب سایت ها و صفحات وب در نظر می گیرند